# Махмуд III (манса)
Махмуд III (д/н — бл. 1496) — 22-й манса імперії Малі у 1496—1559 роках. Відомий також як Мамаду II. Малі остаточно втратила статус імперії, перетворившись на невеличку державу.

## Життєпис
Походив з династії Кейта. Син манси Махмуда II, після смерті якого 1496 року посів трон. Продовжив війну проти імперії Сонгаї на півночі та держави Велика Фуло — на заході.

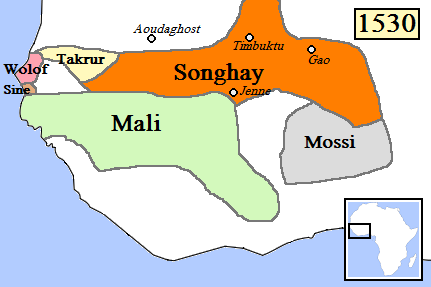
Імперія Малі близько 1530 року

1502 року малійські війська на чолі з Фаті Куалі зазнали поразки від Аскії Мохаммада I, володаря Сонгаї, внаслідок чого манса втратив область Діафуну. Цим скористалася Велика Фуло, що зайняла землі на північному заході. Але ситуацію врятувало протистояння між Сонгаї і Великою Фуло.
За цих обставин Махмуд III, як і попередник, намагався захистити землі на півночі та заході й водночас посилював торгівлю з Португалією. Важливим центром португало-малійської торгівлі став порт Ельміна. 1534 року манса прийняв нове португальське посольство на чолі з Перо Фернандесом, що завершилося відмовою португальців надати військову допомогу у війні з імперією Сонгаї.
Послаблення імперії Малі призвело до того, що Сама Колі, намісник області Каабу (територія сучасної Гвінеї-Бісау), повстав проти влади Махмуда III, ставши незалежним. Спроби приборкати виявилися невдалими, навпаки малійське військо зазнало поразки. Внаслідок цього було втрачено важливі області Касса і Баті (район Гамбії), через які здійснювалася торгівля з Португалією.
1545 року почалася нова війна з імперією Сонгаї, в якій манса зазнав нищівної поразки, а ворог — захопив столицю держави — Ніані. Махмуд III мусив тікати в гори, звідки почав боротьбу з сонгаїським військом. Зрештою зумів відновити владу в Ніані. Втім вирішує перенести столицю до Кангабу, давньої резиденції мансів Малі.
1559 року зазнав нової поразки від Великої Фуло, втративши усі землі на заході. В результаті Малі остаточно втратила статус імперії, перетворившись на невелику державу (охоплювала землі навколо Кангаби — крайній південь сучасного Малі та північ Гвінеї). Махмуд III помер невдовзі після цього, або загинув у битві. На тривалий час держава поринула у внутрішню боротьбу. Лише 1590 року представник династії Кейта — Махмуд IV — зміг відновити в Кангабі свою владу.